# Reinkes oedeem
Reinkes oedeem is een afwijking van de stembanden die bij personen voorkomt die langdurig hebben gerookt, maar met name vrouwen hebben er klachten van omdat de stem lager wordt.
De afwijking ontstaat wanneer door prikkeling van sigarettenrook oedeem (een vochtophoping) ontstaat aan de rand van de stemband. Deze ruimte is door professor Reinke in het verleden voor het eerst beschreven en bestaat uit losmazig bindweefsel. In de loop der jaren wordt deze vochtophoping taaier en stijver waardoor de stemband niet meer zo snel kan trillen en de stem lager wordt.
De primaire behandeling van Reinkes oedeem is stoppen met roken. Omdat bij patiënten die doorroken het oedeem na een eventuele operatie vaak snel weer terugkomt is men meestal terughoudend om het oedeem met een operatie te verwijderen. Toch zal in sommige gevallen een operatie echt nodig zijn omdat het oedeem zo groot kan worden dat het de ademweg belemmert. Doordat het slijmvlies te lang en te veel geprikkeld is door sigarettenrook wordt is zorgvuldig onderzoek aangewezen gelet op een risico op stembandkanker.
Wanneer een operatie wordt uitgevoerd dan wordt veelal gekozen om de operatie niet direct beiderzijds uit te voeren, maar in twee keer, met een tussenliggende periode van minimaal 2 maanden, ter voorkoming van complicaties zoals een verkleving van de stembanden of een verstoorde wondgenezing. Het doel van de operatie is het verkrijgen van een gladde rand van de stemband met behoud van een goede trilling. Hiervoor is het van belang dat er na de operatie (die meestal in een dagopname wordt uitgevoerd) ongeveer 2 tot 4 dagen stemrust te houden en de stem daarna langzaam weer op te bouwen, fluisteren gedurende deze periode is ook afgeraden. Het gebruik van antitussiva kan helpen irritatie door hoesten te voorkomen in de herstelperiode. 
Logopedische therapie kan behulpzaam zijn wanneer Reinkes oedeem mede is ontstaan door verkeerd (of overmatig) stemgebruik.
Ondanks deze voorzorgsmaatregelen is het meestal niet mogelijk de stem weer op het oude niveau terug te brengen.